# Luigi II di Nassau-Weilburg
Luigi II di Nassau-Weilburg (Weilburg, 9 agosto 1565 – Saarbrücken, 8 novembre 1627) fu conte di Nassau-Weilburg.

## Biografia

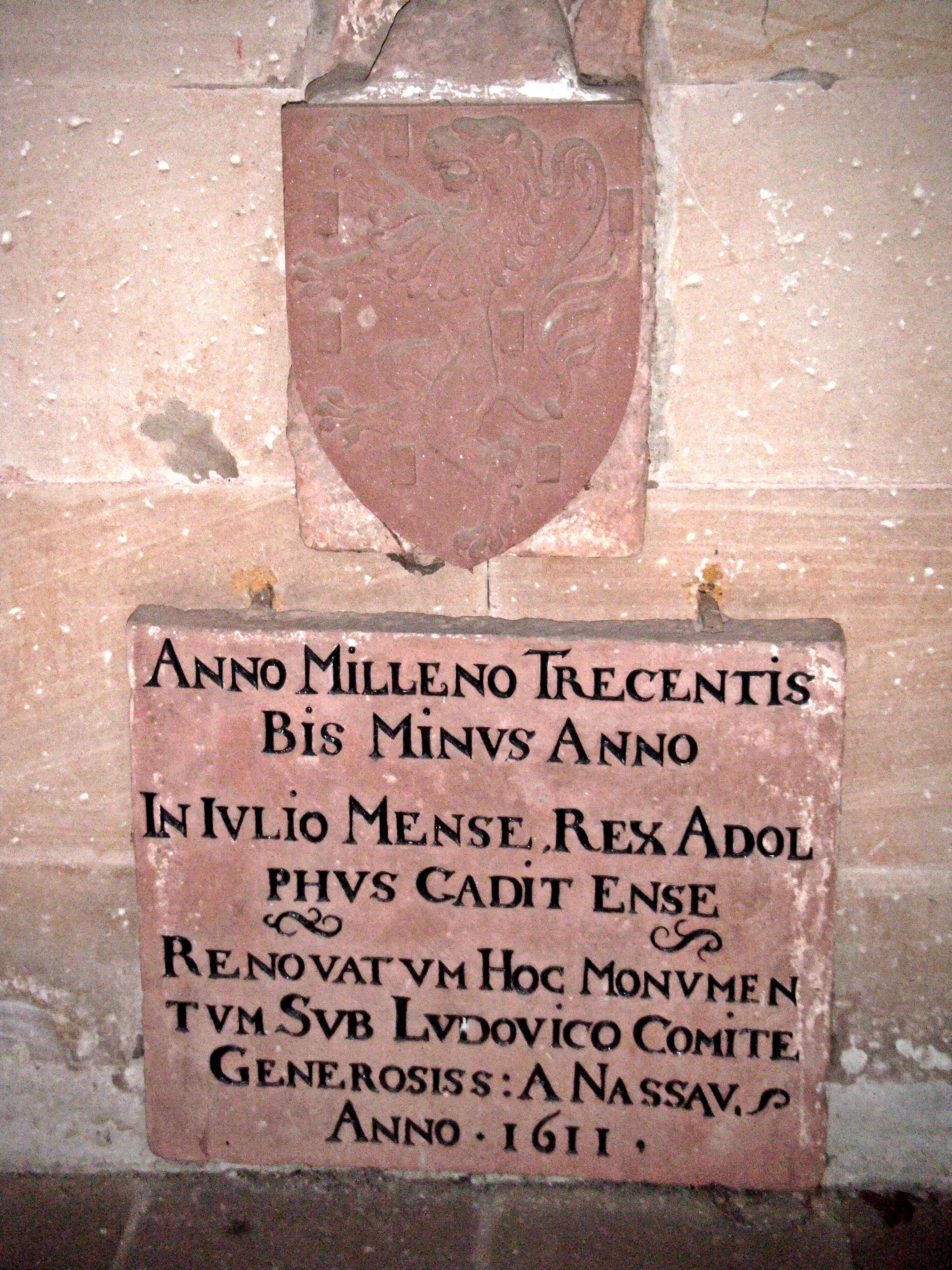
Pietra commemorativa per il restauro della Königskreuz a Göllheim, 1611

Era il figlio maggiore del conte Alberto di Nassau-Weilburg e della contessa Anna di Nassau-Dillenburg. La sua famiglia si trasferì nel 1575 da Weilburg a Ottweiler. Per la sua educazione viaggiò attraverso l'Europa, in particolare nella parte della Svizzera di lingua francese.  Visitò anche la Francia e le corti principesche in Germania. Durante la sua visita a Guglielmo IV d'Assia-Kassel, ne conobbe la figlia, Anna Maria, che sposò il 4 giugno 1589.
Dopo la morte del padre l'11 novembre 1593, l'eredità fu divisa fra i suoi tre figli maschi. Luigi ricevette le zone di Ottweiler, Homburg, Kirchheim e Lahr sulla riva sinistra del Reno. I suoi fratelli, Guglielmo (morto il 25 novembre 1597) e Giovanni Casimiro (morto il 29 marzo 1602), scelsero la parte di Weilburg, che passò tuttavia a lui dopo la loro morte. Ereditò anche i territori di suo zio Filippo IV di Nassau-Weilburg (morto il 12 marzo 1602) e di Giovanni Luigi II di Nassau-Wiesbaden-Idstein (morto il 9 giugno 1605), che era l'ultimo della sua linea. Così finì con il concentrare nelle proprie mani l'intera proprietà della linea di Walram.
Trasferì la sede del governo nel castello di Saarbrücken. Emanò una serie di decreti legislativi e si adoperò per offrire una migliore educazione per i propri sudditi, con la fondazione del Ludwigsgymnasium a Saarbrücken e la promozione della scuola primaria. Si impegnò a rendere il Saar navigabile e sostenne molti progetti di costruzione. La prosperità del suo dominio aumentò durante il suo governo, ma nello stesso periodo iniziò anche la guerra dei trent'anni.
Incaricò il suo cancelliere, Johann Andreae, di riorganizzare l'archivio Saarbrücken. Il pittore Henrich Dors di Altweilnau fu incaricato di progettare la tomba per la famiglia Nassau e un grande "libro epitaffio" venne pubblicato nel 1632.
Ebbe quattordici figli, incluso i quattro figli maschi che gli sopravvissero e si divisero la sua eredità: Guglielmo Luigi, Giovanni, Ernesto Casimiro ed Ottone.

## Matrimonio e figli
Sposò il 4 giugno 1589 Anna Maria d'Assia-Kassel (1567–1626), figlia del langravio Guglielmo IV. Dalla moglie ebbe i seguenti figli:
- Guglielmo Luigi (1590–1640), che sposò il 25 novembre 1615 Anna Amalia di Baden-Durlach (9 luglio 1595 - 18 novembre 1651), figlia del margravio Giorgio Federico
- Anna Sabina (1591–1593)
- Alberto (1593–1595)
- Sofia Amalia (1594–1612)
- Giorgio Adolfo (1595–1596)
- Filippo (1597–1621)
- Luisa Giuliana (1598–1622)
- Maurizio (1599–1601)
- Carlo Ernesto (1600–1604)
- Maria Elisabetta (1602–1626)
- Giovanni (1603–1677), conte di Nassau-Idstein, sposò in prime nozze il 6 giugno 1629 Sibilla Maddalena di Baden-Durlach (21 luglio 1605 - 22 luglio 1644), figlia del margravio Giorgio Federico, e in seconde nozze nel 1646 la contessa Anna di Leiningen-Falkenburg (1625-1668)
- Dorotea (1605–1620)
- Ernesto Casimiro (1607–1655), conte di Nassau-Weilburg, che sposò nel 1634 la contessa Anna Maria di Sayn-Wittgenstein-Homburg (1610-1656)
- Ottone (1610–1632)

## Ascendenza
|                             |                                  |                                      | Genitori                          |  |  | Nonni                          |  |  | Bisnonni                   |  |
|                             |                                  |                                      |                                   |  |  | Filippo III di Nassau-Weilburg |  |  | Luigi I di Nassau-Weilburg |  |
|                             |                                  |                                      |                                   |  |  | Filippo III di Nassau-Weilburg |  |  | Luigi I di Nassau-Weilburg |  |
|                             |                                  | Maria Margherita di Nassau-Wiesbaden |                                   |  |  | Filippo III di Nassau-Weilburg |  |  |                            |  |
| Alberto di Nassau-Weilburg  |                                  |                                      |                                   |  |  | Filippo III di Nassau-Weilburg |  |  |                            |  |
|                             |                                  | Anna di Mansfield                    | …                                 |  |  |                                |  |  |                            |  |
|                             |                                  | Anna di Mansfield                    | …                                 |  |  |                                |  |  |                            |  |
|                             |                                  | Anna di Mansfield                    | …                                 |  |  |                                |  |  |                            |  |
| Luigi II di Nassau-Weilburg |                                  | Anna di Mansfield                    |                                   |  |  |                                |  |  |                            |  |
|                             | Guglielmo I di Nassau-Dillenburg | Giovanni V di Nassau-Dillenburg      |                                   |  |  |                                |  |  |                            |  |
|                             | Guglielmo I di Nassau-Dillenburg | Giovanni V di Nassau-Dillenburg      |                                   |  |  |                                |  |  |                            |  |
|                             | Guglielmo I di Nassau-Dillenburg | Elisabetta d'Assia-Marburg           |                                   |  |  |                                |  |  |                            |  |
| Anna di Nassau-Dillenburg   | Guglielmo I di Nassau-Dillenburg |                                      |                                   |  |  |                                |  |  |                            |  |
|                             |                                  | Giuliana di Stolberg-Wernigerode     | Botho VIII di Stolberg-Werigerode |  |  |                                |  |  |                            |  |
|                             |                                  | Giuliana di Stolberg-Wernigerode     | Botho VIII di Stolberg-Werigerode |  |  |                                |  |  |                            |  |
|                             |                                  | Giuliana di Stolberg-Wernigerode     | Anna di Eppstein-Königstein       |  |  |                                |  |  |                            |  |
|                             |                                  | Giuliana di Stolberg-Wernigerode     |                                   |  |  |                                |  |  |                            |  |